# 드룩 스타스 FC
드룩 스타스 FC는 부탄의 없어진 축구단이다.

## 우승
- 부탄 슈퍼리그: 2001, 2009, 2019